# 1791
1791. је била проста година.

## Догађаји

### Јун
- 14. јун — У Француској донет Ле Шапељеов закон
- 23. јун — Француски краљ Луј XVI и краљица Марија Антоанета откривени су у покушају бекства и ухапшени код Варена.

### Август
- 4. август — Потписан је Свиштовски мир којим је одређена граница између Аустрије и Османског царства и окончан Аустријско-турски рат.
- 22. август — Избила је побуна робова у француској колонији Сан Доминго, чиме је почела Хаићанска револуција.

### Септембар
- 30. септембар у Бечу је премијерно изведена Моцартова опера „Чаробна фрула“.

### Децембар
- 15. децембар — Ратификовано је првих 10 амандмана на Устав САД, колективно познатих као Повеља о правима.

## Рођења

### Април
- 23. април — Џејмс Бјукенан, 15. председник САД

### Септембар
- 13. септембар — Аврам Петронијевић, српски политичар. (†1852)
- 21. септембар — Иштван Сечењи, мађарски политичар

## Смрти

### Фебруар
- 5. децембар — Волфганг Амадеус Моцарт, аустријски композитор (*1756)